# Општина Бриње
Општина Бриње се налази у сјеверозападној Лици, у саставу Личко-сењске жупаније, Република Хрватска. Сједиште општине је у Брињу.

## Географија
Општина се налази у сјеверозападном дијелу Личко-сењске жупаније. На сјеверу и истоку граничи се са Карловачком жупанијом, западно се налази град Сењ и Приморско-горанска жупанија. Јужно је град Оточац.

## Историја
До територијалне реорганизације у Хрватској општина се налазила у саставу бивше велике општине Оточац.

## Насељена мјеста
| - Бриње - Водотеч - Глибодол - Жута Локва - Језеране - Криж Каменица | - Крижпоље - Летинац - Липице - Прокике - Рапаин Кланац - Стајница |

## Становништво
Према попису становништва из 2001. године, општина Бриње је имала 4.108 становника. Општина Бриње је према попису из 2011. године имала 3.256 становника.

### Национални састав, 2001.
- Хрвати - 3.760 (91,53%)
- Срби - 319 (7,77%)
- Македонци - 2
- Руси - 2
- Албанци - 1
- Чеси - 1
- Словенци - 1
- остали - 1
- неопредељени - 13 (0,32%)
- непознато - 8 (0,19%)

### Попис 2011.
На попису становништва 2011. године, општина Бриње је имала 3.256 становника, следећег националног састава:
| Попис 2011.‍   | Попис 2011.‍ | Попис 2011.‍ | Попис 2011.‍ | Попис 2011.‍ |
| ------------- | ----------- | ----------- | ----------- | ----------- |
|               |             |             |             |             |
| Хрвати        | Хрвати      |             | 3.024       | 92,87%      |
| Срби          | Срби        |             | 194         | 5,96%       |
| остали        | остали      |             | 38          | 1,16%       |
| укупно: 3.256 |             |             |             |             |